# Liam Pullen
Liam Pullen (ur. 11 lipca 2005 w Yorku) – angielski snookerzysta pochodzący z Yorkshire. W kwietniu 2023 roku został mistrzem Anglii do lat 18 w snookerze. Zdobył dwuletnią kartę World Snooker Tour, która obowiązuje od sezonu snookerowego 2023/2024 .

## Kariera
Pochodzący z Yorku Pullen zadebiutował w Q School w 2021 roku jako piętnastolatek, a jego występy obejmowały zwycięstwo nad byłym zawodowcem Jamesem Cahillem. W lipcu 2022 roku zaliczył swój pierwszy maksymalny break podczas treningu w Leeds.
W lutym 2023 r. Pullen dotarł do finału Mistrzostw Świata Juniorów, które odbyły się w Sydney w Australii, z najwyższym breakiem wynoszącym 143. W finale przegrał ze swoim rodakiem Stanem Moodym. W marcu 2023 roku dotarł do finału Mistrzostw Europy w Snookerze EBSA 2023 na Malcie, gdzie został pokonany przez Węgra Bulcsú Révésza.
W kwietniu 2023 r. Pullen zdobył tytuł mistrza Anglii do lat 18, pokonując w finale Olivera Sykesa 4-2. W kwietniu 2023 r. Pullen wygrał również i zmierzył się z Danielem Womersleyem z Leeds w finale Yorkshire Snooker Championship, który odbył się w Northern Snooker Centre. W tym samym miesiącu obronił także tytuł mistrza Yorkshire do lat 19, który po raz pierwszy zdobył w 2022 roku.
Pullen odrobił stratę 0-3 i pokonał Craiga Steadmana 4-3, grając jako siedemnastolatek w Q School w 2023 roku. Jego występy zapewniły mu dwuletnią kartę na World Snooker Tour, począwszy od sezonu snookerowego 2023/2024.

### Sezon 2023/24
Pullen zadebiutował jako zawodowiec w losowaniu grup Championship League 2023, które odbyło się na Morningside Arena w mieście Leicester w Anglii od 26 czerwca 2023 r. W swoim meczu otwarcia został pokonany przez 31. zawodnika rankingu światowego, Chrisa Wakelina. W fazie grupowej zremisował z Oliverem Linesem i odniósł pierwsze w karierze zwycięstwo, pokonując Ukraińca Antona Kazakowa. Pullen odniósł największe zwycięstwo w swojej karierze, pokonując byłego mistrza świata Graeme’a Dotta w kwalifikacjach do International Championship we wrześniu 2023. Po tym zwycięstwie pokonał Noppona Saengkhama w decydującym meczu podczas imprezy w Tianjin i po raz pierwszy dotarł do 1/32 finału imprezy rankingowej. W grudniu 2023 roku dotarł także do 1/32 finału Shoot Out 2023. Później w tym samym miesiącu zakwalifikował się do zawodów German Masters 2024 po zwycięstwie nad byłym mistrzem świata Stuartem Binghamem. Zakwalifikował się do Welsh Open 2024 po zwycięstwie 4-0 nad Rebeccą Kenną. W pierwszej rundzie kwalifikacji do Mistrzostw Świata w Snookerze 2024 pokonał Antona Kazakowa 10-3.

### Sezon 2024/25
We wrześniu 2024 roku podczas turnieju English Open grał z chińczykiem Fanem Zhengyi, który uzyskał breaka maksymalnego. W grudniu 2024 roku dotarł do 1/8 finału turnieju Shoot Out 2024, pokonując byłego mistrza świata Neila Robertsona. Sezon zakończył na 98. miejscu w rankingu i musiał grać w Q School, aby odzyskać kartę turniejową, co udało mu się zrobić podczas pierwszego turnieju w maju 2025.

## Życie osobiste
Pochodzi z Yorkshire i trenuje w Northern Snooker Centre w Leeds. Pullen trenuje z lokalnymi profesjonalistami, takimi jak Peter Lines i Oliver Lines, z którymi również biega.

## Występy w turniejach w karierze
| Ranking                    |               |               | 81  |    |
| Turnieje rankingowe        |               |               |     |    |
| Championship League        | A             | RR            | RR  | RR |
| Xi'an Grand Prix           | nie rozegrano | nie rozegrano | LQ  |    |
| Saudi Arabia Masters       | nie rozegrano | nie rozegrano | 2R  |    |
| English Open               | A             | 1R            | LQ  |    |
| British Open               | A             | LQ            | LQ  | LQ |
| Wuhan Open                 | NH            | LQ            | LQ  | LQ |
| Northern Ireland Open      | A             | LQ            | LQ  |    |
| International Championship | NH            | 2R            | LQ  |    |
| UK Championship            | A             | LQ            | LQ  |    |
| Shoot Out                  | A             | 3R            | 4R  |    |
| Scottish Open              | A             | LQ            | LQ  |    |
| German Masters             | A             | 1R            | LQ  |    |
| Welsh Open                 | A             | 1R            | LQ  |    |
| World Open                 | NH            | LQ            | LQ  |    |
| World Grand Prix           | DNQ           | DNQ           | DNQ |    |
| Players Championship       | DNQ           | DNQ           | DNQ |    |
| Tour Championship          | DNQ           | DNQ           | DNQ |    |
| World Championship         | LQ            | LQ            | LQ  |    |
| Dawne turnieje rankingowe  |               |               |     |    |
| European Masters           | A             | LQ            | NH  |    |

| Legenda tabeli wyników              | Legenda tabeli wyników       | Legenda tabeli wyników                     | Legenda tabeli wyników                                                              | Legenda tabeli wyników                     | Legenda tabeli wyników                     |
| ----------------------------------- | ---------------------------- | ------------------------------------------ | ----------------------------------------------------------------------------------- | ------------------------------------------ | ------------------------------------------ |
| LQ                                  | odpadnięcie w kwalifikacjach | #R                                         | odpadnięcie we wczesnej fazie turnieju (WR = runda dzikich kart, RR = faza grupowa) | QF                                         | przegrana w ćwierćfinale                   |
| SF                                  | przegrana w półfinale        | F                                          | przegrana w finale                                                                  | W                                          | zwycięstwo                                 |
| DNQ                                 | nie zakwalifikował/a się     | A                                          | nie brał/a udziału                                                                  | WD                                         | zrezygnował/a w trakcie turnieju           |
| Legenda oznaczeń w tabelach wyników |                              |                                            |                                                                                     |                                            |                                            |
| NH / Nie roz.                       | NH / Nie roz.                | Turniej nie odbył się.                     | Turniej nie odbył się.                                                              | Turniej nie odbył się.                     | Turniej nie odbył się.                     |
| NR / Nie-rank.                      | NR / Nie-rank.               | Turniej nie był zaliczany jako rankingowy. | Turniej nie był zaliczany jako rankingowy.                                          | Turniej nie był zaliczany jako rankingowy. | Turniej nie był zaliczany jako rankingowy. |
| R / Rank.                           | R / Rank.                    | Turniej był zaliczany jako rankingowy.     | Turniej był zaliczany jako rankingowy.                                              | Turniej był zaliczany jako rankingowy.     | Turniej był zaliczany jako rankingowy.     |
| MR / Minor-Rank.                    | MR / Minor-Rank.             | Turniej był zaliczany jako minor ranking.  | Turniej był zaliczany jako minor ranking.                                           | Turniej był zaliczany jako minor ranking.  | Turniej był zaliczany jako minor ranking.  |

## Finał w karierze

### Finały amatorskie: 6 (1-5)
| Rezultat  |    | Rok  | Turniej                                   | Przeciwnik       | Wynik |
| --------- | -- | ---- | ----------------------------------------- | ---------------- | ----- |
| Finalista | 1. | 2019 | Mistrzostwa Anglii do lat 14              | Stan Moody       | 4–5   |
| Finalista | 2. | 2019 | Mistrzostwa Anglii do lat 16              | Paul Deaville    | 3–6   |
| Finalista | 3. | 2022 | EPSB Open Series - Cueball - Wydarzenie 2 | Hayden Staniland | 2–3   |
| Finalista | 4. | 2023 | WSF Junior Open                           | Stan Moody       | 1–5   |
| Finalista | 5. | 2023 | Mistrzostwa Europy U-18 w Snookerze EBSA  | Bulcsú Révész    | 3–4   |
| Zwycięzca | 1. | 2023 | Mistrzostwa Anglii do lat 18              | Oliver Sykes     | 4–2   |